# Hans-Ulrich Treichel
Œuvres principales
Le Disparu
Hans-Ulrich Treichel, né à Versmold en Westphalie Est-Lippe le 12 août 1952 , est un poète, romancier, essayiste et librettiste allemand.

## Biographie
Il est professeur de littérature allemande à l’université de Leipzig.
Il obtient le prix de la critique allemande (littérature) en 2006.

## Œuvres traduites en français
- Le Disparu [« Der Verlorene »], trad. de Jean-Louis de Rambures, Paris, Éditions Hachette littératures, 1999, 166 p.  (ISBN 2-01-23-5490-4) - rééd. Folio, 2007[1]
- L'Amour terrestre [« Der irdische Amor »], trad. de Barbara Fontaine, Paris, Éditions Hachette littératures, 2004, 250 p.  (ISBN 2-01-235700-8)
- Vol humain [« Menschenflug »] (2005), trad. de Barbara Fontaine, Paris, Éditions Gallimard, coll. « Du monde entier », 2007, 198 p.  (ISBN 978-2-07-078066-2)
- Anatolin [« Anatolin »], trad. de Barbara Fontaine, Paris, Éditions Gallimard, coll. « Du monde entier », 2010, 125 p.  (ISBN 978-2-07-012333-9)
- Le Lac de Grunewald [« Grunewaldsee »], trad. de Barbara Fontaine, Paris, Éditions Gallimard, coll. « Du monde entier », 2014, 208 p.  (ISBN 978-2-07-013455-7)
- Au point du jour [« Tagesanbruch »], trad. de Barbara Fontaine, Paris, Éditions Gallimard, coll. « Du monde entier », 2019, 96 p.  (ISBN 978-2-07-272203-5)